# Третья авеню — 149-я улица (линия Уайт-Плейнс-роуд, Ай-ар-ти)
|   |   |   |   |
| · | · | · | · |

|   |   |   |   |
| · | · | · | · |

«Третья авеню — 149-я улица» (англ. Third Avenue–149th Street) — станция Нью-Йоркского метрополитена, расположенная на линии Уайт-Плейнс-роуд, Ай-ар-ти.  На станции останавливаются маршруты 2 (круглосуточно) и 5 (круглосуточно, кроме ночи). Она представлена двумя боковыми платформами, обслуживающими два пути.
Станция была открыта 10 июля 1905 года, на соединительном участке между уже построенными станциями Jackson Avenue и 135th Street на IRT Lenox Avenue Line.
К востоку от станции два пути превращаются в три: один экспресс-путь (маршрут 5 в часы пик в направлении, обратном пиковому) и два локальных (маршруты 2 круглосуточно и 5 круглосуточно, кроме часов пик в пиковом направлении и ночи).
В 1996 году станция была оформлена изображениями на тему «Одна раса, один мир, одна вселенная», автором которых был Хосе Ортега.

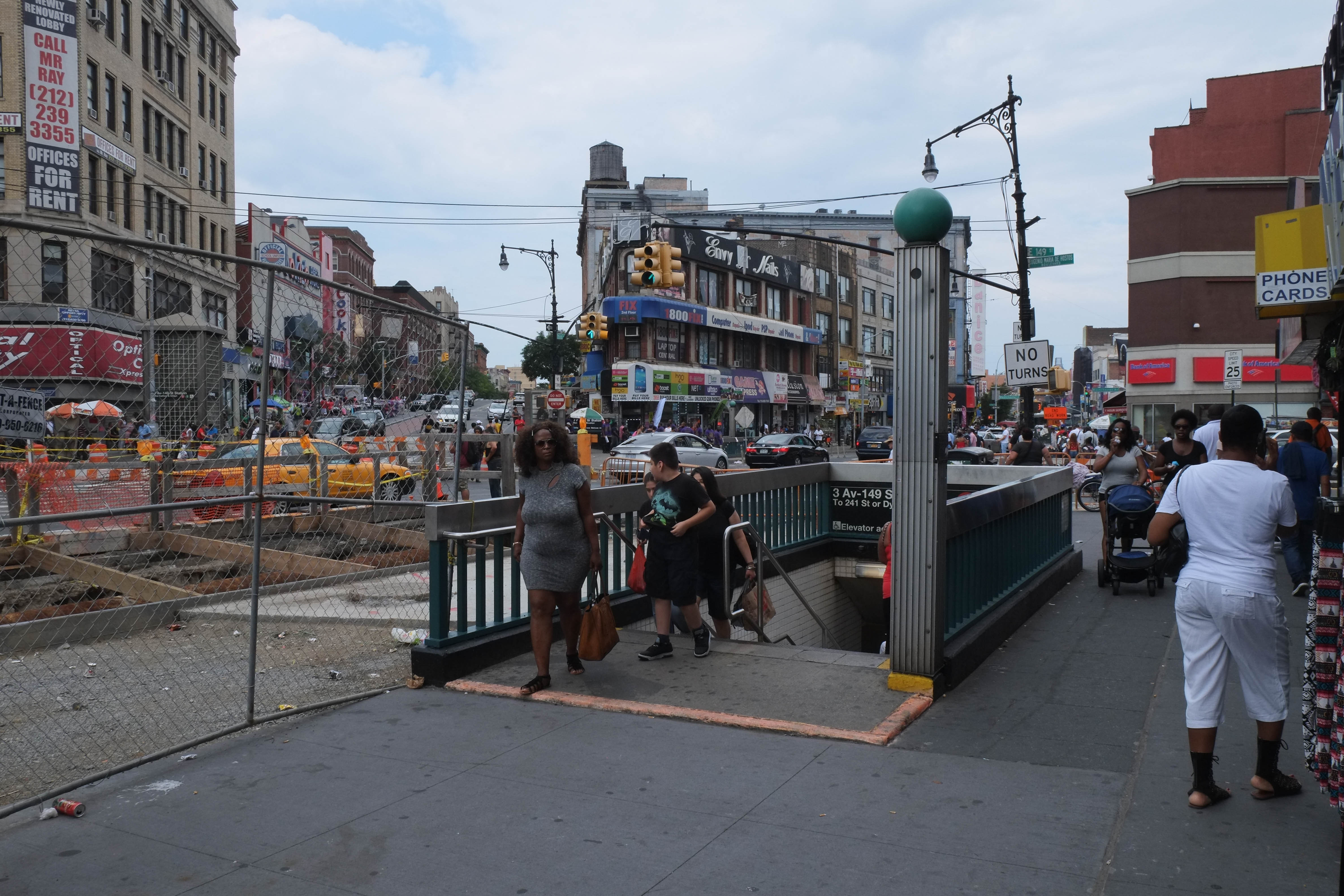
Один из выходов